# Porsangerfjord
De Porsangerfjord is een 123 kilometer lang fjord in de fylke Finnmark in het uiterste noorden van Noorwegen.
Qua lengte is de Porsangerfjord de vierde langste fjord van Noorwegen. De gemeenten Nordkapp en Porsanger, waarnaar hij vernoemd is, liggen aan de fjord.